# José Rabinoviche
José Davidoviche Rabinoviche (em russo:  Ио́сиф Дави́дович Рабино́вич, transl. Iósif Davídovich Rabinóvich; 11 (23, de acordo com o calendário gregoriano) de setembro de 1837, Rezina, uezd de Soroca, gubernia da Bessarábia, Império Russo - 17 de maio de 1899, Odessa, gubernia de Querson, Império Russo) foi um missionário judeu russo, fundador da primeira comunidade judaico-cristã na Rússia, o Movimento Novy Israel, em 1882.